# John McClintock (théologien)
Pour les articles homonymes, voir McClintock.
John McClintock (27 octobre 1814 - 4 mars 1870), théologien et éducateur méthodiste épiscopal américain, est né à Philadelphie.

## Biographie
McClintock s'inscrit à l'Université Wesleyenne à Middletown (Connecticut). Cependant, sa mauvaise santé le force à quitter l'université pendant sa première année. Incapable de revenir, il obtient par la suite un diplôme (A.M.) de l'Université de Pennsylvanie en 1835 et est professeur adjoint de mathématiques (1836-1837), professeur de mathématiques (1837-1840) et professeur de latin et de grec (1840-1848) au Dickinson College, Carlisle (Pennsylvanie). Il s'oppose à la guerre américano-mexicaine, ainsi qu'à l'esclavage, mais ne se considère pas abolitionniste. En 1847, McClintock est arrêté pour avoir déclenché une émeute, qui entraîne le sauvetage de plusieurs esclaves fugitifs; son procès, au cours duquel il est acquitté, retient l'attention. Le procès porte sur la question des lois sur la liberté individuelle dans le Nord et la crise des esclaves fugitifs.
« Lorsque le président Olin de le l'université Wesleyenne est décédé, la chaire a été offerte à McClintock, mais il a préféré répondre à l'appel de la rédaction de la revue trimestrielle méthodiste (The Methodist Quarterly Review [The Methodist Review, après 1885]), un poste de rédacteur qu'il a occupé avec distinction pendant huit ans » de 1848 à 1856,. Il a décliné la présidence de l'Université Troy en 1855. De 1857 à 1860, McClintock était pasteur de l'église St Paul (méthodiste épiscopale), dans la ville de New York; de 1860 à 1864, il avait la charge de la chapelle américaine à Paris, et à Londres. A ces endroits, il s’efforçât d'orienter l'opinion publique en faveur des États du Nord.
De 1865 à 1866, il est président du comité central pour la célébration du centenaire du méthodisme américain. Il prend sa retraite du ministère régulier en 1865, mais continue de prêcher dans la ville New Brunswick (New Jersey), jusqu'au printemps de 1867, et cette année-là, à la demande de son fondateur, Daniel Drew, il devient le premier président du Drew Theological Seminary récemment fondé à Madison (New Jersey) (nommé plus tard, Drew University), où il est mort. À Drew, McClintock est également professeur de théologie pratique de 1867 jusqu'à sa mort en 1870.
Grand prédicateur, orateur et professeur, érudit remarquablement polyvalent, McClintock par son œuvre éditoriale et éducative fait probablement plus que tout autre homme pour élever le caractère intellectuel du méthodisme américain, et, en particulier, du clergé méthodiste américain.

## Œuvres
Il présente à sa dénomination des méthodes savantes de la nouvelle théologie allemande de l'époque, non seulement par sa traduction (avec Charles E. Blumenthal) de Life of Christ de Neander (1847) et de History of the Council of Trent de Félix Bungener (1855), mais aussi par son grand projet, Cyclopaedia of Biblical, Theological and Ecclesiastical Literature, dans la rédaction duquel il est associé au Dr James Strong (1822–1894), professeur de théologie exégétique au Drew Theological Seminary de 1868 à 1893, et seul rédacteur en chef des six derniers volumes de la Cyclopaedia et de son supplément.
Avec George Richard Crooks (1822-1897), son collègue du Dickinson College et en 1880-1897 professeur de théologie historique au Drew Seminary, McClintock édite plusieurs manuels élémentaires en latin et en grec (dont certains sont republiés en espagnol), sur la base du principe pédagogique d'imitation et de répétition constante.
Parmi les publications de McClintock figurent : 
- une édition des Theological Institutes (1851) de Richard Watson
- The Life and Letters of Rev. Stephen Olin (1854)[1].
- Sketches of Eminent Methodist Ministers (1863)
- * (en) James Strong et John McClintock, The Cyclopedia of Biblical, Theological, and Ecclesiastical Literature (10 volumes), New York, Haper and Brothers, 1880 (lire en ligne)

## Sources
- (en) Hugh Chisholm, « McClintock, John », dans Encyclopædia Britannica, vol. 17, 1911 (lire en ligne), p. 204
- (en) Drew Theological Seminary, Drew Theological Seminary Alumni Record,  1869-1895, New York, Wilbur Ketcham, 1895, 19–20 p.
- (en) E. Axel Larsson, « John McClintock », sur Drew university, 2010 (consulté le 14 avril 2020)
- (en) NYT, « THE WESLEYAN UNIVERSITY, MIDDLETOWN, CT », The New York Times,‎ 1851, p. 2 (lire en ligne)
- (en) James Henry Worman, « McClintock, John », dans The American Cyclopædia, vol. 10, New York, D. Appleton & Company, 1879 (lire en ligne)